# 阿佐海岸鉄道ASA-100形気動車
阿佐海岸鉄道ASA-100形気動車 （あさかいがんてつどうASA-100がたきどうしゃ）は、1992年（平成4年）に1両が製造された阿佐海岸鉄道の気動車である。本項では、ASA-100形と同時に1両が製造されたほぼ同仕様で内装が異なる阿佐海岸鉄道ASA-200形気動車 （あさかいがんてつどうASA-200がたきどうしゃ）についても記述する。

## 概要

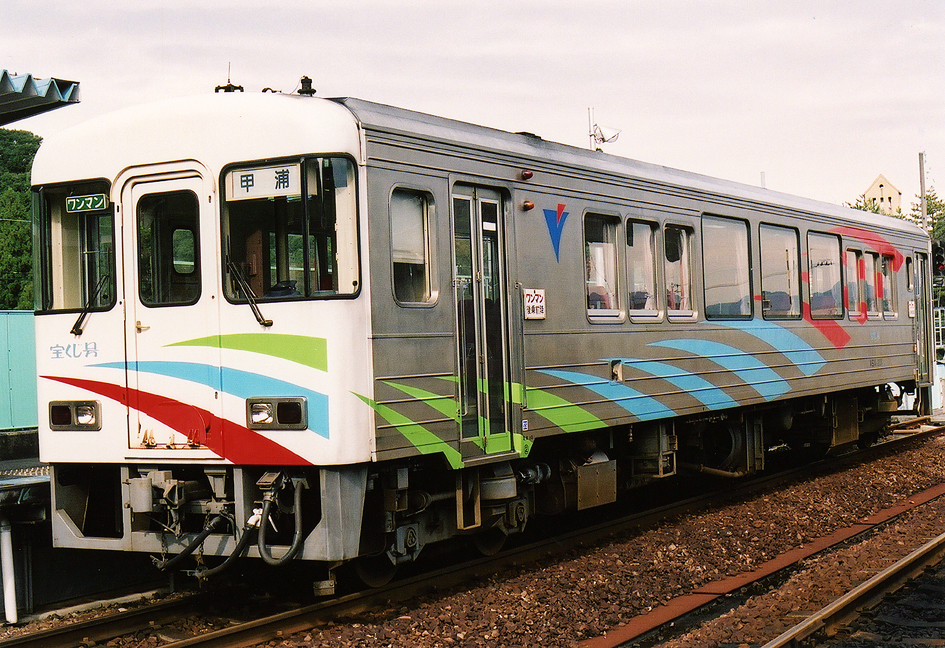
ASA-201（2000年 海部駅）

日本国有鉄道経営再建促進特別措置法により建設が凍結されていた阿佐線のうち、海部駅 - 甲浦駅間が阿佐海岸鉄道阿佐東線として1992年（平成4年）3月に開業した際に製造された気動車である。ASA-100形とASA-200形はほぼ同仕様で、車内座席配置のみが異なる。阿佐海岸鉄道のような第三セクター鉄道では製造者が準備した標準仕様に近いものを採用する事例が多かったが、両形式は土佐くろしお鉄道TKT-8000形をもとにしたため、車体寸法、材質などが製造者の標準仕様と異なっている。エンジンは新潟鐵工所製DMF13HSディーゼルエンジンを183 kW（250 PS）に設定して採用した。2両とも正面貫通式、両運転台、トイレなしである。ASA-100形の車内は中央部に転換クロスシートを備えるセミクロスシート、ASA-200形は車内中央部にソファ席と転換クロスシートを備えるセミクロスシートである。ASA-200形は2008年（平成20年）6月に宍喰駅構内で脱線事故を起こし、同年11月に廃車解体されている。
| 形式           | ASA-100 | ASA-200 |
| 定員（人）     | 110     | 103     |
| 座席定員（人） | 50      | 44      |
| 自重（t）      | 27.5    | 27.3    |

## 車体
第三セクター鉄道会社は新潟鐵工所製のNDCまたは富士重工業製のLE-Carと呼ばれるレールバス型気動車を導入する事例が多かったが、ASA-100形・ASA-200形は2両とも新潟鐵工所製であるものの、土佐くろしお鉄道TKT-8000形と基本構造が同一で、車体全長・幅・車体材質が標準型と異なり、国鉄キハ31形と同寸法の長さ17,750 mm、幅2,800 mmのステンレス製である。前面貫通式、乗務員室は左側で、乗務員用扉は設けられていない。900 mm幅の折り戸の客用扉が片側2か所、運転室がない側は車端に、運転室がある側は運転室小窓の直後に設けられた。扉間には中央部に幅1,470 mm幅の固定窓3組が設けられ、その両側に780 mm幅の1枚上昇式窓3組が設けられた。ドア開閉時の監視用の小窓が運転台のない側のドアの脇に設けられた。車体外部には公募による赤、青、緑のデザインが描かれた。
ASA-100形の車内はセミクロスシートで、ドア付近はロングシート、車体中央部に2人掛転換クロスシートが通路の両側に6脚ずつ配置されていた。

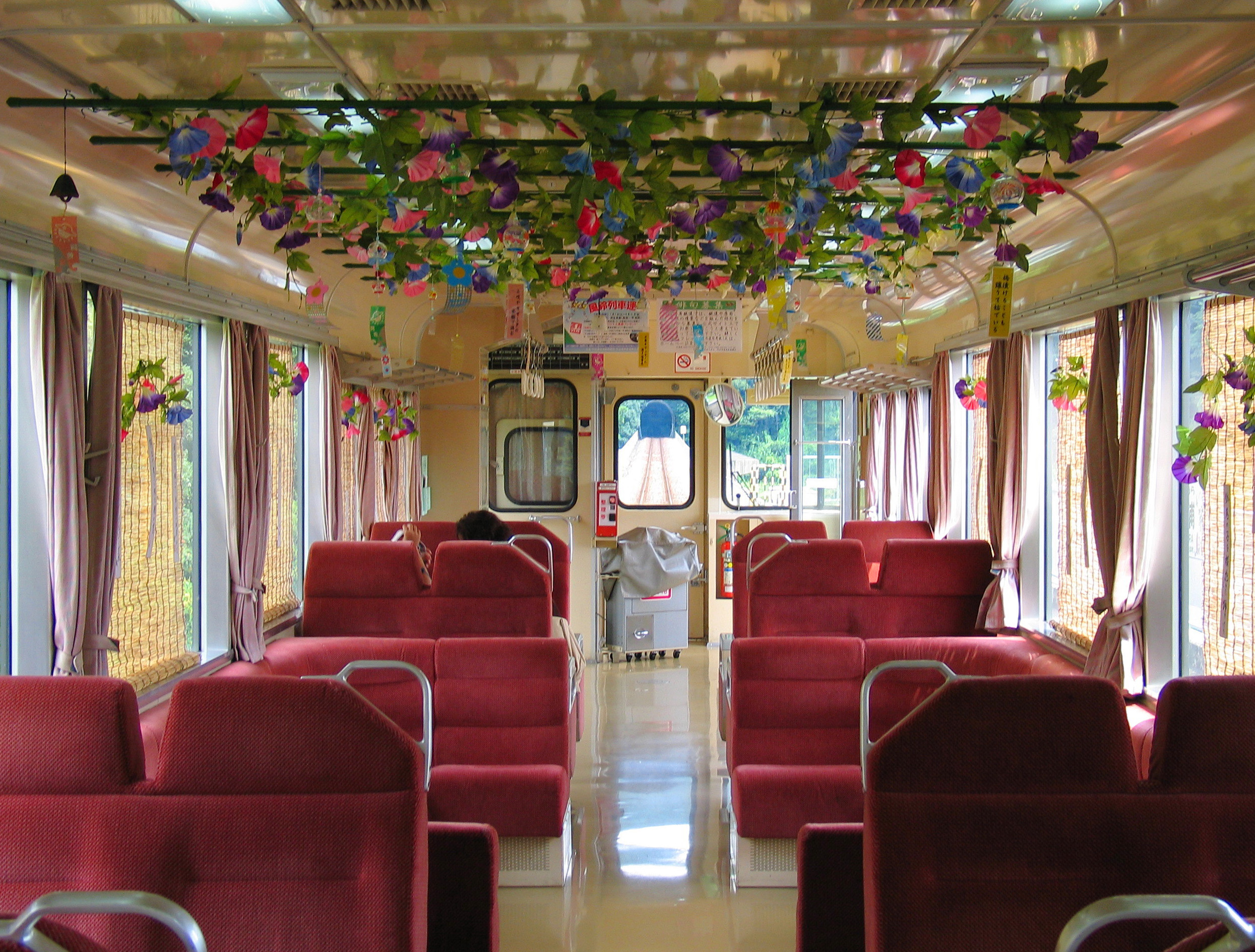
ASA-201車内
2007年（平成19年）8月甲浦駅にて

ASA-200形は日本宝くじ協会の助成を受けた宝くじ号で、車内中央部がソファ席、その両側に転換クロスシート、そのさらに扉寄りがロングシートとなっている。カラオケセットも搭載されていた。
両車ともワンマン運転用の機器を備えるほか、ビデオデッキとテレビも設置していた。

## 走行装置
エンジンは新潟鐵工所製DMF13HSディーゼルエンジン1基を定格出力183 kW（250 PS） / 1,900 rpmで使用している。動力は 新潟コンバーター製TACN-22-1100液体変速機を介して2軸駆動の台車に伝達される。台車はNP120D/T（枕ばね:上枕空気ばね、軸箱支持:軸ばね式）となっている。制動装置はDE1A自動空気ブレーキで、JR四国の在来型気動車と連結運転することができる。

## 空調装置
冷房装置は、勾配区間でも冷房効果が落ちないよう専用機関で駆動される能力30.4 kW（26,000 kcal/h）のAU34が搭載された。暖房装置はエンジン排熱を利用した温風式である。

## 車歴
| 形式    | 車両番号 | 愛称     | 製造年    | 廃車           |
| ------- | -------- | -------- | --------- | -------------- |
| ASA-100 | ASA-101  | しおかぜ | 1992年3月 | -              |
| ASA-200 | ASA-201  | あさしお | 1992年3月 | 2008年11月18日 |

## 運用

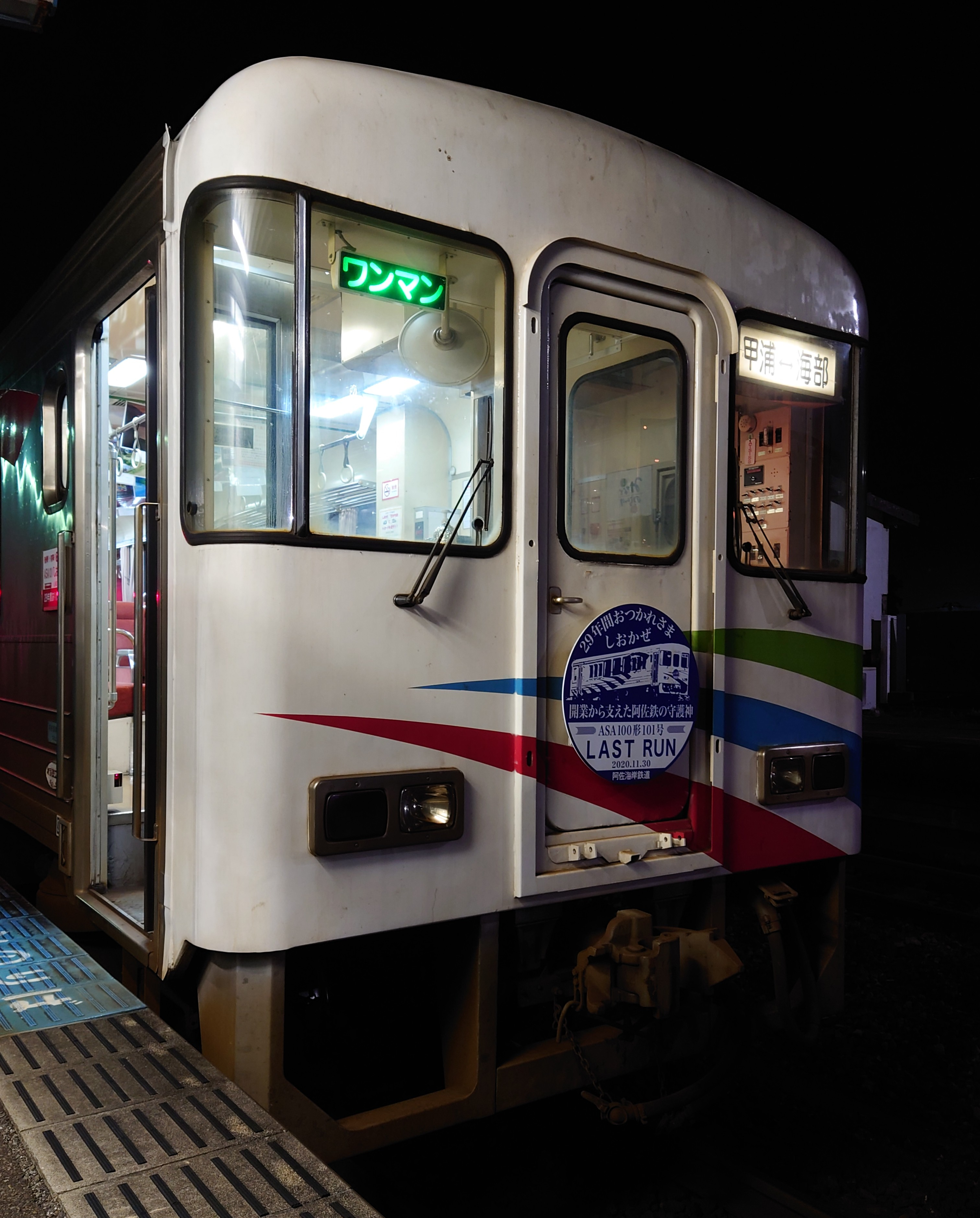
2020年11月24日に海部駅で撮影したASA-101。2020年11月中旬から最終日まで、運用終了記念のヘッドマークが付けられていた。

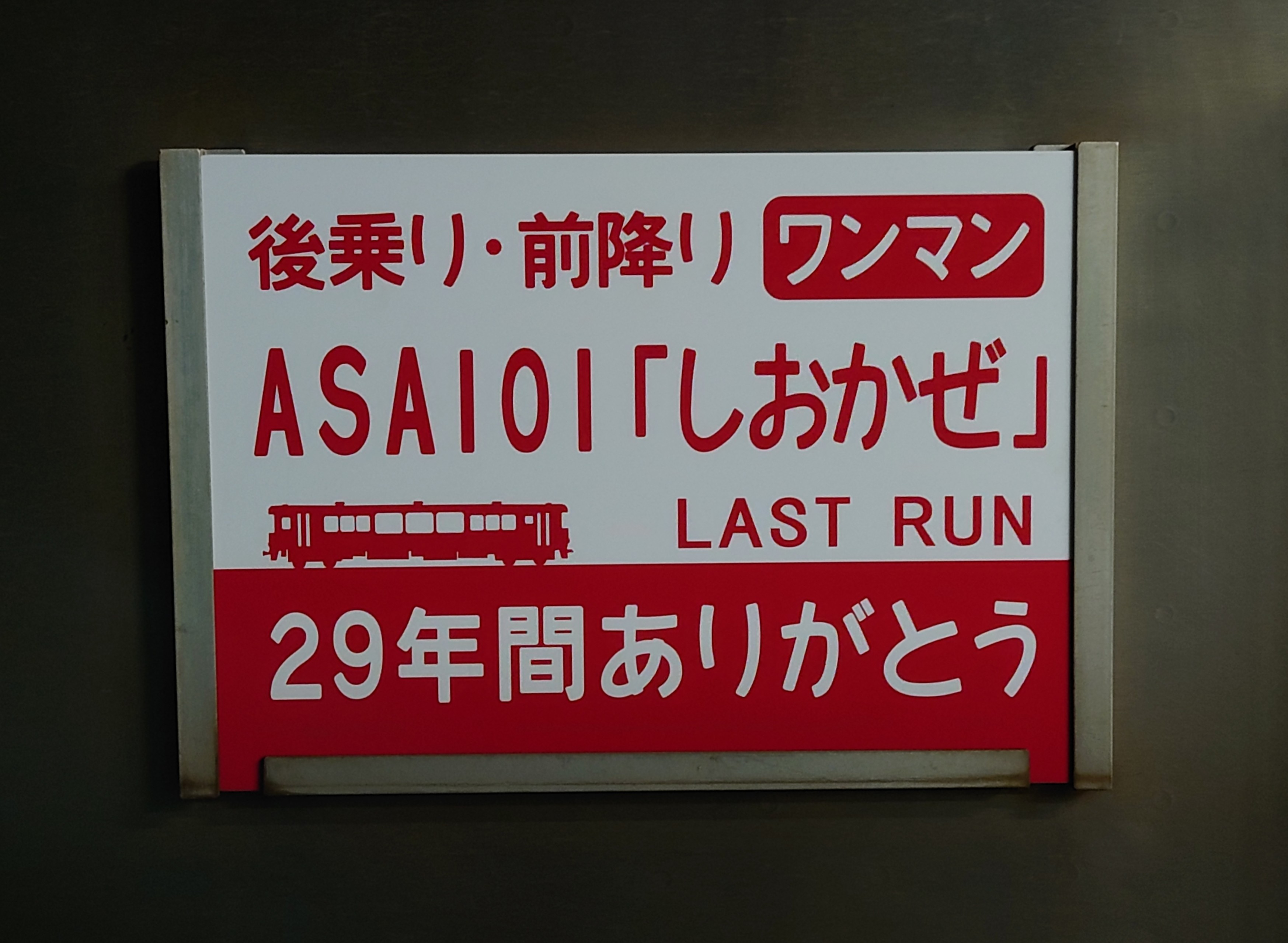
ASA-101乗降口横の運用終了記念サインボード。2020年11月中旬から最終日まで取り付けられていた。

開業時は12往復が設定され、うち4往復が四国旅客鉄道（JR四国）牟岐線牟岐駅まで乗り入れていた。乗り入れ運用は2008年（平成20年）3月のダイヤ改正で一旦廃止されたが、2009年（平成21年）12月に2往復で再開し、2019年（平成31年）3月16日のダイヤ改正で再び廃止となるまで続けられた。
ASA-201は2008年（平成20年）6月30日に宍喰駅で脱線事故を起こし、同年11月18日付で廃車された。そのため一時的に予備車がない状態となり、ASA-101の検査時にはJR四国からキハ40形を借り入れて運用していたが、2009年（平成21年）8月に高千穂鉄道からTR-201の無償譲渡を受け、ASA-301として導入したためこの状況は解消された。
ASA-301導入後は同社と共通運用されたが、阿佐東線へのDMV導入に伴い、2020年（令和2年）11月30日をもって営業運転を終了した。DMV営業運転開始の時点では、海部駅の使われなくなった2番線に展示されている。

### 書籍
- 寺田 祐一『私鉄気動車30年』JTBパブリッシング、2006年。ISBN 4-533-06532-5。

### 雑誌記事
- 『鉄道ピクトリアル』通巻512号「新車年鑑1989年版」（1989年5月・電気車研究会）
  - 藤井 信夫・大幡 哲海・岸上 明彦「各社別車両情勢」 pp. 93-123
  - 土佐くろしお鉄道（株）運輸部長 岡 泰弘「土佐くろしお鉄道 TKT-8000形」 pp. 197

- 『鉄道ピクトリアル』通巻582号「新車年鑑1992年版」（1992年5月・電気車研究会）
  - 藤井信夫、大幡哲海、岸上明彦「各社別車両情勢」 pp. 96-110
  - 青山修治「阿佐海岸鉄道ASA100・200形」 pp. 143
  - 「1991年度に開業した鉄道・軌道」 pp. 156
  - 「民鉄車両諸元表」 pp. 181-184

- 『鉄道ピクトリアル』通巻658号「<特集> レールバス」（1998年9月・電気車研究会）
  - 高嶋修一「第三セクター・私鉄向け軽快気動車の系譜」 pp. 42-55

- 『レイルマガジン』通巻230号付録（2002年11月・ネコ・パブリッシング）
  - 岡田誠一「民鉄・第三セクター鉄道 現有気動車ガイドブック2002」 pp. 1-32

- 『レイルマガジン』通巻250号（2004年7月・ネコ・パブリッシング）
  - 寺田 祐一「私鉄・三セク気動車 141形式・585輌の今!」 pp. 4-50

- 『鉄道ピクトリアル』通巻825号「鉄道車両年鑑2009年版」（2009年10月・電気車研究会）
  - 岸上 明彦「2008年度民鉄車両動向」 pp. 108-134
  - 「各社別新造・改造・廃車一覧」 pp. 222-235

- 『鉄道ピクトリアル』通巻840号「鉄道車両年鑑2010年版」（2010年10月・電気車研究会）
  - 岸上 明彦「2009年度民鉄車両動向」 pp. 116-142

### Web資料
- “台車近影 NP120D　NP120T ／ 鹿島鉄道KR-500形”.  鉄道ホビダス (2008年5月21日). 2017年11月19日閲覧。
- “列車が車庫で壁に衝突、脱線　徳島・阿佐海岸鉄道”.  朝日新聞 (2008年7月1日). 2018年1月8日閲覧。
- “阿佐海岸鉄道をキハ40が代走”.  railf.jp (2008年9月2日). 2018年1月8日閲覧。
- “阿佐海岸鉄道のJR車による代走が終了”.   railf.jp (2008年10月14日). 2018年1月8日閲覧。
- “阿佐海岸鉄道に再びキハ40が入線”.   railf.jp (2009年1月27日). 2018年1月8日閲覧。
- “阿佐海岸鉄道と牟岐線の相互乗り入れが再開される”.   railf.jp (2009年12月2日). 2018年1月8日閲覧。
- “車両運行計画表”.   阿佐海岸鉄道. 2018年1月10日閲覧。